# Yasin Merchant
Yasin Merchant (* 17. Dezember 1966) ist ein ehemaliger indischer Snookerspieler und heutiger Billardtrainer aus Mumbai, der zwischen 1992 und 1997 für fünf Jahre Profispieler war. In dieser Zeit erreichte er die Runde der letzten 32 der German Open 1995 und der UK Championship 1996 sowie Rang 73 der Snookerweltrangliste. Als Amateur gewann er zweimal die Asienmeisterschaft und dreimal die indische Snooker-Meisterschaft. Weitere Erfolge feierte er unter anderem bei den Asienspielen.

## Karriere
Mit zwölf Jahren zeigte Merchants Vater ihm das Snookerspiel in einer nahe gelegenen Billardhalle in Mumbai. Nach kurzer Zeit gewann er bereits überregionale Juniorenturniere. Sein Mentor war Shyam Shroff. 1988 nahm Merchant erstmals an der Amateurweltmeisterschaft und der Asienmeisterschaft teil, schied aber bei beiden Turnieren in der Gruppenphase aus. Bei der Asienmeisterschaft 1989 glückte ihm aber der Einzug in die Hauptrunde, wo er mit Siegen über Franky Chan und Geet Sethi das Endspiel erreichte. In diesem wurde er dank eines Sieges über Udon Khaimuk Asienmeister. Anschließend schied er bei der Amateurweltmeisterschaft im Achtelfinale gegen Gary Natale aus. Danach meldete sich Merchant für die Professional Play-offs 1990 an, trat aber sein Spiel nicht an. 1991 wurde Merchant gegen Alok Kumar indischer Meister. Neben einem Ausscheiden in der Gruppenphase der Amateurweltmeisterschaft erreichte er bei der Asienmeisterschaft erneut das Endspiel, verlor dort aber gegen Tai Pichit.
Als die Profitour 1991 für alle Spiele gegen ein gewisses Startgeld geöffnet wurde, nutzte Merchant 1992 die Chance und wurde Profispieler. In seinen ersten drei Saisons schied er allerdings häufig in der Qualifikation aus, auch wenn er beim Dubai Classic 1992, bei den European Open 1993 und bei den British Open 1994 die Runde der letzten 64 erreichte. Infolgedessen kam er in dieser Zeit nicht über Platz 100 der Weltrangliste hinaus. Als ihm aber in der folgenden Saison vier Hauptrundenteilnahmen gelangen (darunter eine Teilnahme an der Runde der letzten 32 der German Open), verbesserte er sich auf Platz 73. Auch wenn er in der anschließenden Saison 1996/97 immerhin die Runde der letzten 32 der UK Championship erreichte, rutschte er auf Platz 96 ab, wodurch er seinen Profistatus verlor. Der Versuch der Wiederqualifikation über die WPBSA Qualifying School scheiterte.
2000 und 2001 konnte Merchant erneut indischer Meister werden. Nach mittelmäßigen Ergebnissen bei den internationalen Turnieren im Jahr 2000 zog er bei der Asienmeisterschaft 2001 ins Endspiel ein, wo er Jin Long besiegte und erneut Asienmeister wurde. 2003 verlor er gegen Pankaj Advani im Endspiel der indischen Meisterschaft. In den folgenden Jahren konnte Merchant häufig recht gute Ergebnisse sowohl bei nationalen als auch bei internationalen Turnieren erzielen, kam aber selten bis ins Endspiel. Seit 2010 fuhr er seine Teilnahmen bei diesen Turnieren zusätzlich deutlich zurück. Nur wenige Ergebnisse stachen ab 2003 noch hervor: 2007 wurde er immerhin Dritter der indischen Meisterschaft, bevor er bei der Asienmeisterschaft im Endspiel gegen Supoj Saenla verlor. Bei der Asienmeisterschaft 2010 musste er sich mit dem vierten Platz begnügen, nachdem er im Spiel um Platz 3 gegen Thanawat Tirapongpaiboon verloren hatte. Auch wenn er weiterhin Amateur war, wurde Merchant zwischenzeitlich zum 6-Red Snooker International 2008 und zur 6-Red World Championship 2010 eingeladen, wo er jeweils in der Gruppenphase ausschied.
Erfolge konnte Merchant allerdings bei Team-Wettbewerben feiern. So gewann er zusammen mit Rafath Habib Gold bei den Asienspielen 2002. 2006 wurde er mit dem indischen Team bestehend aus Pankaj Advani, Manan Chandra und ihm Vize-Weltmeister und gewann zusammen mit Rupesh Shah und Aditya Mehta Bronze bei den Asienspielen. Bei den Asian Indoor Games 2007 kam eine weitere Bronzemedaille hinzu, diesmal zusammen mit Manan Chandra und Alok Kumar. Mit Aditya Mehta und Brijesh Damani gewann Merchant schließlich bei den Asienspielen 2010 Silber. Beim IBSF World Snooker Team Cup der Senioren gelang ihm zudem 2016 noch der Gewinn einer Bronze-Medaille zusammen mit Alok Kumar. Weitere Erfolge feierte Merchant bei kleineren Amateurturnieren in Indien.
In Mumbai arbeitet er heute als vom Weltverband lizenzierter Trainer.  Als solcher coacht er mehrere führende indische Spieler. Er hat dabei in Mumbai eine eigene Snooker Academy. Er erhielt 1991 den Arjuna Award. Darüber hinaus wurde in Mumbai eine Snookerhalle nach ihm benannt.

## Erfolge
| Ausgang         | Jahr | Turnier                        | Finalgegner   | Ergebnis |
| --------------- | ---- | ------------------------------ | ------------- | -------- |
| Amateurturniere |      |                                |               |          |
| Sieger          | 1989 | Asienmeisterschaft             | Udon Khaimuk  | 8:6      |
| Sieger          | 1991 | Indische Snooker-Meisterschaft | Alok Kumar    | 7:3      |
| Zweiter         | 1991 | Asienmeisterschaft             | Tai Pichit    | 3:8      |
| Sieger          | 2000 | Indische Snooker-Meisterschaft | Rupesh Shah   | 7:2      |
| Sieger          | 2001 | Indische Snooker-Meisterschaft | Alok Kumar    | 7:2      |
| Sieger          | 2001 | Asienmeisterschaft             | Jin Long      | 8:4      |
| Zweiter         | 2003 | Indische Snooker-Meisterschaft | Pankaj Advani | 5:7      |
| Zweiter         | 2007 | Asienmeisterschaft             | Supoj Saenla  | 0:7      |